# Wielka Buczynowa Turnia

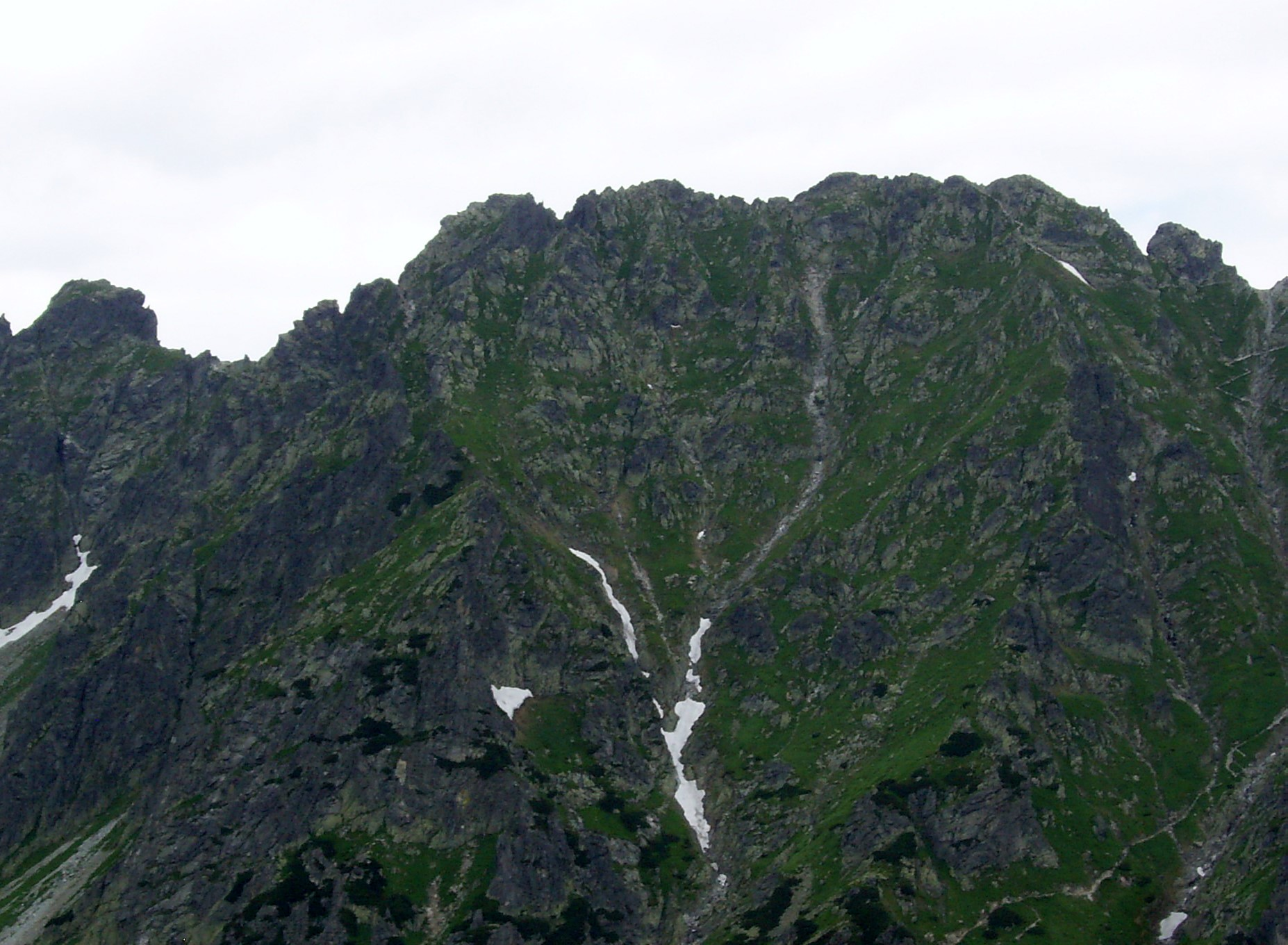
Orla Baszta, Wielka i Mała Buczynowa Turnia ze szlaku przez Świstówkę Roztocką

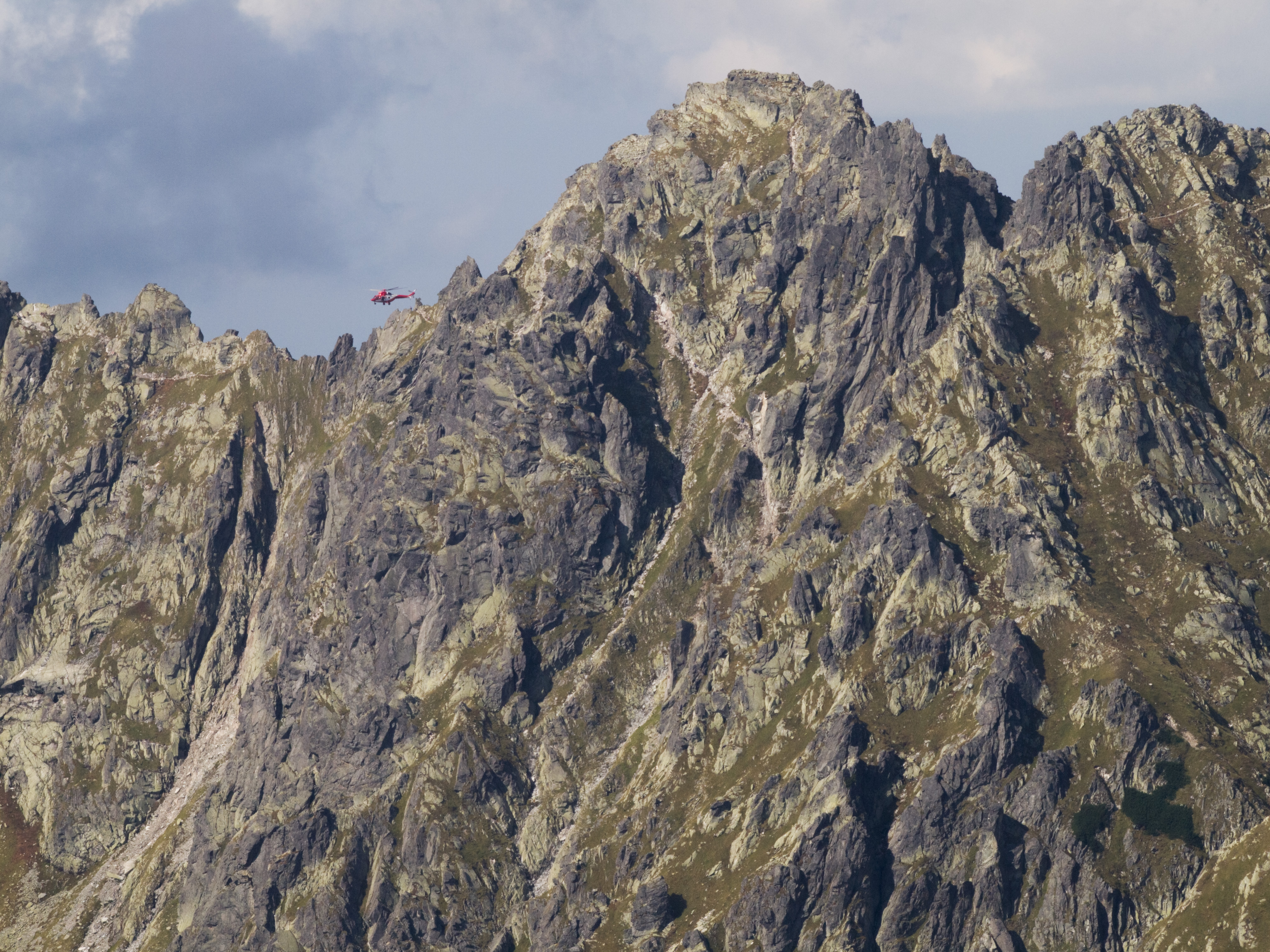
Buczynowe Turnie od południa

Wielka Buczynowa Turnia (słow. Veľká bučinová veža, Veľká Bučinová turnia, niem. Grosser Buchentalturm, Grosser Buczyna Turm, węg. Nagy Buczynowa-torony, Nagy-Bükkvölgyi-torony) – szczyt o wysokości 2184 m, najwyższy w grupie Buczynowych Turni. Znajduje się w długiej wschodniej grani Świnicy w polskich Tatrach Wysokich. Jej południowymi ścianami prowadzi szlak Orlej Perci.

## Topografia
Według Władysława Cywińskiego masyw Wielkiej Buczynowej Turni ciągnie się na zachodzie od Budzowej Przełączki (ok. 2125 m) do Buczynowej Przełęczy (2127 m) na wschodzie, Witold Henryk Paryski i w ślad za nim inni tatrolodzy za zachodnią granicę masywu uznaje Przełęcz Nowickiego (ok. 2105 m). Przy ujęciu W. Cywińskiego niewielka, ale wyraźnie wyodrębniona turnia nazwana Budzową Igłą znajduje się już poza masywem Wielkiej Buczynowej Turni, według W.H. Paryskiego należy do jej masywu. W południowej ścianie widnieje jeszcze kilka innych turniczek.
Południowe ściany Wielkiej Buczynowej Turni opadają do Dolinki Buczynowej, północne na wielkie piarżysko Zadnich Usypów w Pańszczycy. Ściana opadająca do Pańszczycy ma około 300 m wysokości i podobną szerokość. Jej zachodnim ograniczeniem jest żebro wznoszące się nad wielkim żlebem opadającym na północ z Budzowej Przełęczki, wschodnim słabo rozróżnialna grzęda. Najbardziej stroma dolna część tej ściany jest w większości płytowa i przecięta skośnie wznoszącym się Zachodem Świerza. Środkowa część jest płytowo-trawiasta, górna skalisto-trawiasta i krucha. Również żleby schodzące na północ są kruche, miały w nich miejsce groźne obrywy.
W południowych, opadających do Dolinki Buczynowej ścianach wyróżnia się kilka części:
- Poprzedzielane rynnami krótkie filarki opadające z dolnej części ściany południowo-wschodniej do żlebu Buczynowej Przełęczy;
- Opadająca z wierzchołka do tego samego żlebu wielka południowa depresja;
- Południowa grzęda o deniwelacji około 300 m, tworząca wschodnie zbocza Dolinki Buczynowej. W jej górnej części znajduje się Buczynowe Siodło, przez które poprowadzono szlak Orlej Perci. Poniżej niego znajduje się Buczynowa Turniczka, a poniżej jej uskoku Buczynowa Szczerbinka;
- Ściana południowo-zachodnia będąca boczną ścianą opisanej powyżej grzędy. Jest przecięta trzema żlebo-kominami[2].

## Opis szczytu
Nazwa Buczynowych Turni jest pochodzenia góralskiego, natomiast podział na Wielką i Małą Buczynową Turnię oraz nazwę Buczynowej Przełęczy wprowadził ks. Walenty Gadowski w latach 1902–1903.
Z rzadkich roślin występuje rogownica jednokwiatowa – gatunek w Polsce występujący tylko w Tatrach i to na nielicznych stanowiskach. Na stokach Buczynowych Turni często pojawiają się kozice.
Wielka Buczynowa Turnia przedstawiona jest w literaturze polskiej. W książce Na bezdrożach tatrzańskich Mariusz Zaruski opisał jak w 1908 r., przed utworzeniem TOPR-u, razem z Klimkiem Bachledą i innymi uratowali Zygmunta Dadleza. Turysta, utknąwszy w tym miejscu w skałach, spędził dwie doby czekając na pomoc. Jesienią 1909 r. na ścianach tego szczytu zginął jeden z towarzyszy Ferdynanda Goetla. Jego i pozostałych uratował dopiero co powstały TOPR. Goetel opisał to w opowiadaniu W Buczynowej Turni, które przed wojną było w czytankach szkolnych.
Pierwsze turystyczne wejścia:
- latem – ks. Walenty Gadowski, Antoni Panek, 19 sierpnia 1902 r.,
- zimą – Leon Loria, Jan Małachowski, Stanisław Zdyb, 25 kwietnia 1911 r.[3]

## Turystyka
Południowe stoki nad Dolinką Buczynową, sporo poniżej wierzchołka trawersuje szlak Orlej Perci. Z przełączki po zachodniej stronie Budzowej Igły zejście ubezpieczone jest łańcuchem. Grzędę szlak przekracza w
Buczynowym Siodełku, z którego ubezpieczone łańcuchem zejście prowadzi w dół, do żlebu spod Buczynowej Przełączki.
 – szlak Orlej Perci. W 1903 r. przechodził przez sam szczyt, jednak odnowione w okresie międzywojennym znakowania omijają wierzchołek, prowadząc południowymi stokami Wielkiej Buczynowej Turni. Niebezpieczne przejście poniżej Budzowej Przełączki jest ubezpieczone łańcuchami.
- Czas przejścia z Zawratu na Krzyżne: 6:40 h
- Czas przejścia z Krzyżnego na Kozi Wierch (część Zawrat – Kozi Wierch jest jednokierunkowa!): 3:35 h.